# Cody Sorensen
Cody Sorensen (Ottawa, 6 de octubre de 1986) es un deportista canadiense que compitió en bobsleigh en la modalidad doble.
Ganó dos medallas de bronce en el Campeonato Mundial de Bobsleigh, en los años 2011 y 2013.

## Palmarés internacional
| Campeonato Mundial | Campeonato Mundial   | Campeonato Mundial | Campeonato Mundial |
| Año                | Lugar                | Medalla            | Prueba             |
| ------------------ | -------------------- | ------------------ | ------------------ |
| 2011               | Königssee (Alemania) | Medalla de bronce  | Equipo             |
| 2013               | Sankt Moritz (Suiza) | Medalla de bronce  | Equipo             |